# 사물성애

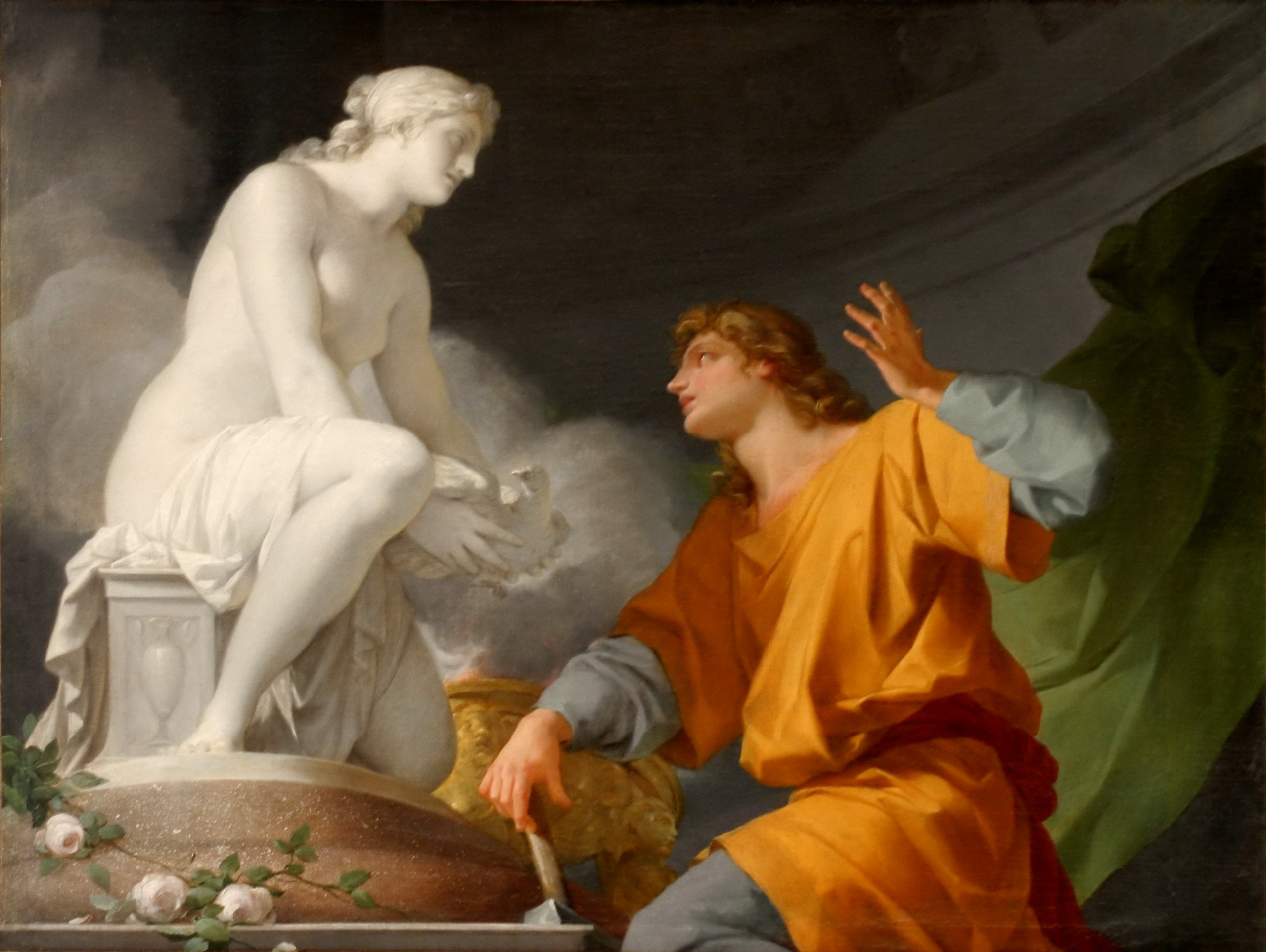

사물성애(事物性愛, object sexuality), 오브젝토필리아(objectophilia)는 움직이지 않는 특정한 물체에 초점을 둔 성도착증의 일종이다. 이 질병이 있는 사람은 특정한 물체 또는 고정 구조물에 대한 강렬한 매혹, 사랑, 헌신적 감정을 느낄 수 있다. 이들 중 일부는 인간과의 성적, 심지어는 가까운 감정적 관계를 이해하지 못한다. 또, 일부는 애니미즘을 신앙으로 믿으며 물체에는 영혼, 지능, 감정이 있고 소통할 수 있다는 믿음이 있다.

## 문화

### 실생활
- 2007년 에리카 에펠은 에펠탑과 결혼했다.[1][2]
- 일본의 지방공무원 콘도 아키히코(近藤昭彦)는 2018년 11월 하츠네 미쿠와 결혼했다. 그는 하츠네 미쿠 인형을 들고 미쿠의 형상을 한 AI와 실제 결혼식을 열었다.[3][4]

## 같이 보기
- 아갈마토필리아
- 애니미즘
- 성도착 목록
- 성도착
- 성적 페티시즘